# Stefano Basalini
Stefano Basalini (Borgomanero, 29 de noviembre de 1977) es un deportista italiano que compitió en remo.
Ganó nueve medallas en el Campeonato Mundial de Remo entre los años 1997 y 2011, y una medalla de oro en el Campeonato Europeo de Remo de 2010.

## Palmarés internacional
| Campeonato Mundial | Campeonato Mundial          | Campeonato Mundial | Campeonato Mundial      |
| Año                | Lugar                       | Medalla            | Prueba                  |
| ------------------ | --------------------------- | ------------------ | ----------------------- |
| 1997               | Aiguebelette (Francia)      | Medalla de oro     | Cuatro scull ligero     |
| 1998               | Colonia (Alemania)          | Medalla de oro     | Scull individual ligero |
| 1999               | St. Catharines (Canadá)     | Medalla de oro     | Dos sin timonel ligero  |
| 2001               | Lucerna (Suiza)             | Medalla de plata   | Scull individual ligero |
| 2002               | Sevilla (España)            | Medalla de plata   | Scull individual ligero |
| 2003               | Milán (Italia)              | Medalla de oro     | Scull individual ligero |
| 2008               | Ottensheim (Austria)        | Medalla de oro     | Cuatro scull ligero     |
| 2009               | Poznań (Polonia)            | Medalla de oro     | Cuatro scull ligero     |
| 2011               | Bled (Eslovenia)            | Medalla de oro     | Cuatro scull ligero     |
| Campeonato Europeo |                             |                    |                         |
| Año                | Lugar                       | Medalla            | Prueba                  |
| 2010               | Montemor-o-Velho (Portugal) | Medalla de oro     | Cuatro scull ligero     |